# Magda László
Pour les articles homonymes, voir László.
Dans le nom hongrois László Magda, le nom de famille précède le prénom, mais cet article utilise l’ordre habituel en français Magda László, où le prénom précède le nom.
Magda László, née le 14 juin 1912 en Hongrie et morte le 2 août 2002, est une soprano spécialiste des opéras du XXe siècle. Elle a interprété et enregistré de nombreuses pièces de musique classique : lieder, musique religieuse (cantates et Messe de Bach) et opéras.

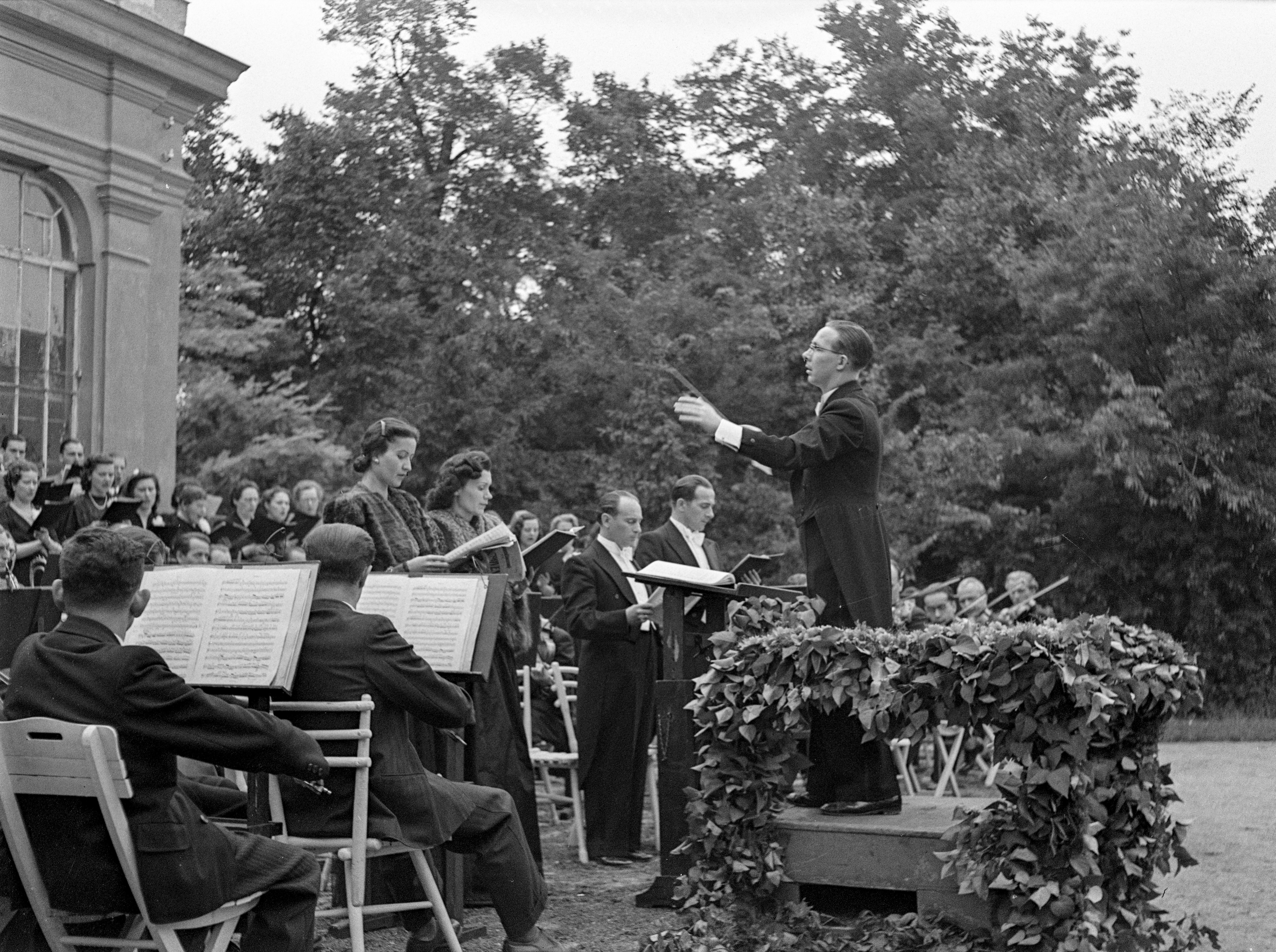
Magda László à gauche parmi les chanteurs solistes du premier rang, en 1943.

## Carrière
Elle a étudié à l'Université de musique Franz-Liszt de Budapest et c'est à Opéra d'État hongrois qu'elle a fait ses débuts en 1943 dans Tannhäuser de Richard Wagner. Dès 1946, elle s'est ensuite produite en Italie, notamment à la Scala de Milan. En dehors de ses talents de soprano, elle avait un don d'actrice. Elle a aussi chanté dans de nombreuses œuvres contemporaines de Malipiero, Ghedini et Adriano Lualdi. Elle s'est aussi distinguée dans des répertoires plus connus comme en 1953 Alceste de Gluck, en 1962 le Couronnement de Poppée attribué à Claudio Monteverdi, Così fan tutte de Mozart en 1962, etc. Elle est aussi connue pour avoir été l'interprète de nombreuses cantates de Bach (la 54, etc.) sous la direction du prestigieux chef Hermann Scherchen.

## Discographie sélective
- L'Incoronazione di Poppea (2000 Digital Remaster) avec aussi Richard Lewis, Oralia Dominguez, Lidia Marimpietri, Walter Alberti, Carlo Cava, Frances Bible, Duncan Robertson, Soo-Bee Lee, John Shirley-Quirk, Hugues Cuénod avec l'English Chamber Orchestra sous la direction de Raymond Leppard en 1967.